# バラク (モアブ王)

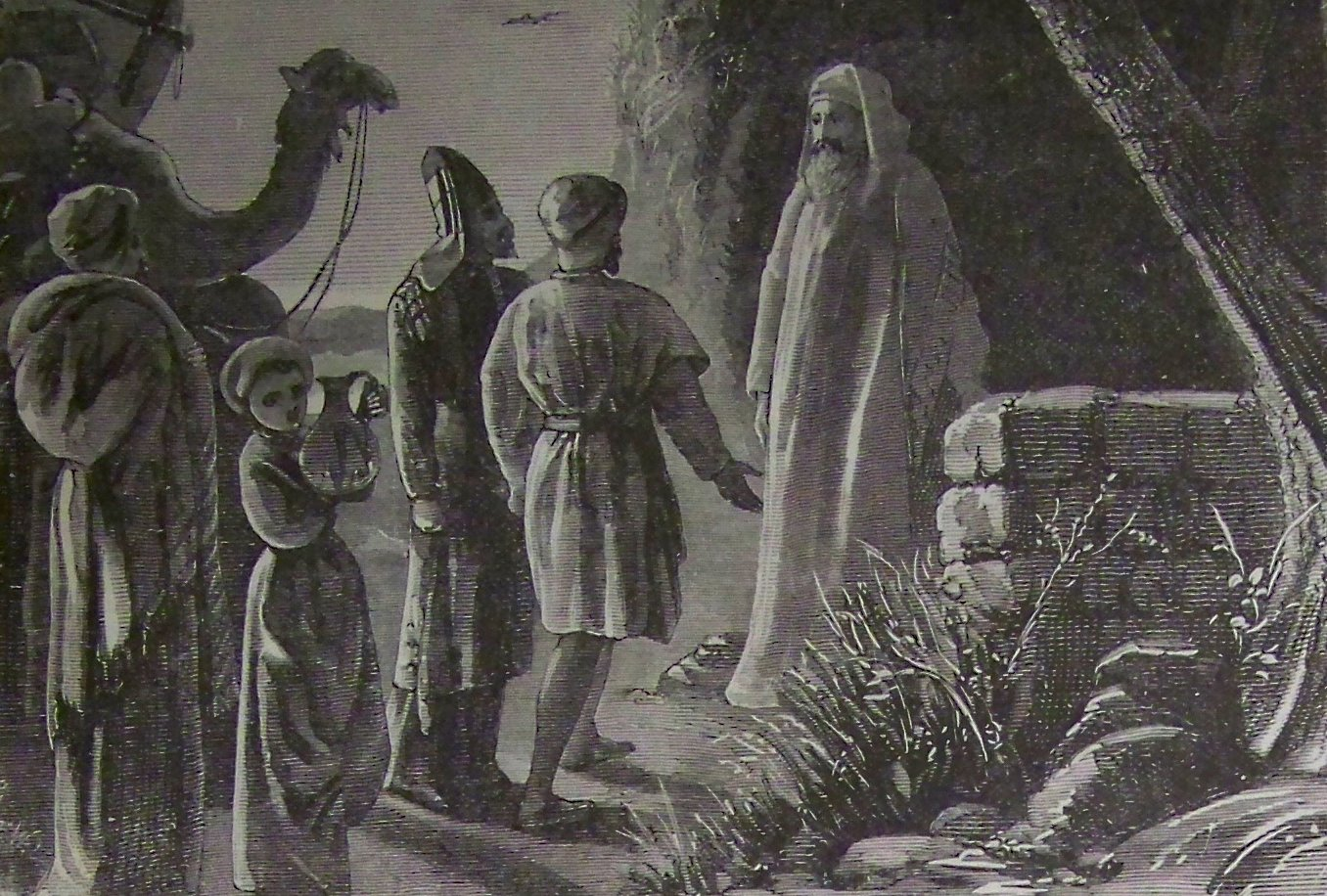
バラクがバラムに使者を送る画

バラク（英語など：Balak、ヘブライ語: בָּלָק (baw-lawk')、古代ギリシア語: Βαλαάκ 、「略奪者、彼は荒れ廃れさせた」の意）は、旧約聖書の登場人物。モアブ人の王。
旧約聖書によれば、ツィポルの子でモアブの王（民数記 22:1、4）。イスラエル人がエモリ人を打ち破り、イスラエルはモアブにとって脅威となった。バラクはミデヤン人と結託し、イスラエル人を呪ってもらうためにユーフラテス川流域のペトルに住んでいる預言者バラムに使者を送った（民数記 22:4-7、24:10。ヨシュア記 24:9、10）。バラムが一度バラクの要求に断ると、バラクはもう一度、最初より大勢の君たちを連れ、より多くの報酬を約束して頼み込んだ（民数記 22:15-17）。バラムが到着すると、バラクは直ちにアルノン川の岸辺まで迎えに行き、すぐに来なかったことに対して文句を言った（民数記 22:36）。バラクはイスラエルの宿営を一望できる三つの場所（バモト・バアル、ピスガの頂、ペオルの頂）へバラムを連れて行くが、三回ともバラムはイスラエル人を祝福したので、バラクは憤った（民数記 22:39、23:14、23:28、24:10）。
新約聖書の『ヨハネの黙示録』によれば、バラクはバラムに教えられた謀略を用いてイスラエル人に偶像礼拝と淫行を犯させた（黙示録 2:14、民数記 25章、31:15、16）。